# Ahmed Bayram
Pour les articles homonymes, voir Famille Bayram et Bayram.
Ahmed Bayram, né vers 1875 à Tunis et décédé en 1937 à Tunis, est un religieux et ouléma tunisien.
Né dans une famille de la notabilité tunisoise d'origine turque, composée de hauts dignitaires religieux, il est le fils du Cheikh El Islam M'hammed Bayram.
Après avoir étudié à la Zitouna, il devient notaire en 1892 et professeur (mudarris) hanéfite de deuxième classe puis de première classe en 1897. En 1900, il devient imam de la mosquée Saheb Ettabaâ puis mufti hanéfite de Tunis. En 1911, il devient lui-même Cheikh El Islam du pays, jusqu'à son écartement en 1933.